# Цераціомікса чагарникова
Цераціомікса чагарникова (Ceratiomyxa fruticulosa) — вид міксоміцетових амебозоїв родини Ceratiomyxaceae.

## Поширення
Космополітичний вид. Поширений і в тропіках, і в помірному поясі, і в Арктиці, трапляється на території України.

## Опис
Спорокарпи дуже дрібні, зазвичай білі, рідше жовтуваті, синюваті або прозорі. Вони мають форму стрижнів заввишки близько 1-6 мм та товщиною 0,3 мм. Іноді розгалужуються біля основи на кілька (до 5) тичинок. Спорокарпи зазвичай утворюють пухкі або компактні групи, що складаються з десятків і сотень одинарних стрижнів. Вони мають м'яку, губчасту текстуру. Спори ростуть на зовнішній поверхні плодоносних тіл. Вони мають розмір 7—20×1,5—3 мкм. Спори безбарвні або блідо-зеленуваті і мають зернисту структуру всередині. Плазмодій водянистий, біло-жовтий.
Цераціомікса чагарничкова росте на поверхні листяних та хвойних дерев, мохів тощо. Проте вона не є паразитом і не проникає глибоко в організми, на яких вона живе. Її плазмодій повільно повзає по поверхні субстрату, поглинаючи та перетравлюючи органічні частинки, бактерії та грибки, знайдені на ньому.